# Moncestino
Moncestino – miejscowość i gmina we Włoszech, w regionie Piemont, w prowincji Alessandria.
Według danych na styczeń 2010 gminę zamieszkiwały 244 osoby przy gęstości zaludnienia 38 os./1 km².